# Guézon (Duékoué)
Guézon  è una città e sottoprefettura della Costa d'Avorio appartenente al dipartimento di Duékoué. Conta una popolazione di 58 193 abitanti (censimento 2014).